# Przedterminowe wybory prezydenta Rzeszowa w 2021 roku
Przedterminowe wybory prezydenta Rzeszowa w 2021 roku – zostały zarządzone po rezygnacji prezydenta Rzeszowa Tadeusza Ferenca, do której doszło 10 lutego 2021. Komisarz wyborczy w Rzeszowie postanowieniem z 17 lutego 2021 stwierdził wygaśnięcie mandatu prezydenta miasta.
Prezes Rady Ministrów Mateusz Morawiecki rozporządzeniem z 14 marca 2021 zarządził termin wyborów na 9 maja 2021, po czym termin przesunięto na 13 czerwca.
Wybory zakończyły się zwycięstwem Konrada Fijołka w 1. turze.

## Komitety wyborcze
Zgodnie z kalendarzem wyborczym do 30 marca 2021 komisarz wyborczy przyjmował zawiadomienia o utworzeniu komitetów wyborczych, które zamierzają zgłaszać kandydatów na prezydenta miasta.
Zarejestrowano następujące komitety:
- KWW Ewy Leniart Wspólny Dom Rzeszów
- KWW Grzegorz Braun – Konfederacja
- KWW Konrada Fijołka „Rozwój Rzeszowa 2.0”
- KWW Rzeszów Przyszłości
- KW Marcin Warchoł Tadeusz Ferenc – Dla Rzeszowa
- KWW Waldemar Kotula – Porozumienie dla Rzeszowa
- KW Polska 2050
- KW Hejt Stop
- KWW Kazimierza Rocheckiego „Z-C-Z Rzeszów”
- KWW Trybuna Miasta Rzeszowa
- KWW Artura Głowackiego
- KW Normalny Kraj
- KWW Dobry Wybór dla Rzeszowa

## Kandydaci
Zgodnie z kalendarzem wyborczym miejska komisja wyborcza do 16 kwietnia 2021 przyjmowała zgłoszenia kandydatów na prezydenta miasta. Jeden komitet mógł zarejestrować jednego kandydata. W dniu rezygnacji Tadeusza Ferenca swój start w wyborach zapowiedział wiceminister sprawiedliwości Marcin Warchoł z Solidarnej Polski, który uzyskał poparcie ustępującego prezydenta. 4 marca 2021 Konfederacja ogłosiła, że jej kandydatem będzie poseł Grzegorz Braun. 10 marca 2021 Prawo i Sprawiedliwość rekomendowało kandydaturę wojewody podkarpackiego Ewy Leniart. 15 marca 2021 oficjalnie swoją kandydaturę w wyborach przedstawił wiceprzewodniczący Rady Miejskiej w Rzeszowie i szef klubu radnych Rozwój Rzeszowa, Konrad Fijołek. Kandyduje z własnego komitetu wyborczego z poparciem Koalicji Obywatelskiej, Polskiego Stronnictwa Ludowego, Lewicy i Polski 2050 Szymona Hołowni.
| Zdjęcie | Imię i nazwisko       | Wiek | Wykształcenie | Komitet zgłaszający kandydata                   | Przynależność partyjna                                                     | Przynależność partyjna               | Partie udzielające poparcia | Partie udzielające poparcia                                                                 |
| ------- | --------------------- | ---- | ------------- | ----------------------------------------------- | -------------------------------------------------------------------------- | ------------------------------------ | --------------------------- | ------------------------------------------------------------------------------------------- |
|         | Grzegorz Michał Braun | 54   | wyższe        | KWW Grzegorz Braun – Konfederacja               |                                                                            | Konfederacja Wolność i Niepodległość |                             | Konfederacja Wolność i Niepodległość (KORWiN, Ruch Narodowy, Konfederacja Korony Polskiej)  |
|         | Konrad Rafał Fijołek  | 44   | wyższe        | KWW Konrada Fijołka „Rozwój Rzeszowa 2.0”       |                                                                            | bezpartyjny                          |                             | Koalicja Obywatelska (Platforma Obywatelska, Nowoczesna, Partia Zieloni, Inicjatywa Polska) |
|         | Konrad Rafał Fijołek  | 44   | wyższe        | KWW Konrada Fijołka „Rozwój Rzeszowa 2.0”       | Polska 2050 Szymona Hołowni                                                | bezpartyjny                          |                             |                                                                                             |
|         | Konrad Rafał Fijołek  | 44   | wyższe        | KWW Konrada Fijołka „Rozwój Rzeszowa 2.0”       | Lewica (Nowa Lewica, Wiosna, Lewica Razem)                                 | bezpartyjny                          |                             |                                                                                             |
|         | Konrad Rafał Fijołek  | 44   | wyższe        | KWW Konrada Fijołka „Rozwój Rzeszowa 2.0”       | Koalicja Polska (Polskie Stronnictwo Ludowe, Unia Europejskich Demokratów) | bezpartyjny                          |                             |                                                                                             |
|         | Ewa Maria Leniart     | 44   | wyższe        | KWW Ewy Leniart Wspólny Dom Rzeszów             |                                                                            | Prawo i Sprawiedliwość               |                             | Prawo i Sprawiedliwość                                                                      |
|         | Marcin Józef Warchoł  | 40   | wyższe        | KW Marcin Warchoł Tadeusz Ferenc – Dla Rzeszowa |                                                                            | bezpartyjny                          |                             | Solidarna Polska                                                                            |
|         | Marcin Józef Warchoł  | 40   | wyższe        | KW Marcin Warchoł Tadeusz Ferenc – Dla Rzeszowa | Porozumienie                                                               | bezpartyjny                          |                             |                                                                                             |
|         | Marcin Józef Warchoł  | 40   | wyższe        | KW Marcin Warchoł Tadeusz Ferenc – Dla Rzeszowa | Kukiz’15                                                                   | bezpartyjny                          |                             |                                                                                             |

## Wyniki
Miejska Komisja Wyborcza w Rzeszowie podała wyniki 14 czerwca 2021 r.:
| Kandydat | Kandydat       | Komitet wyborczy                                | Głosów | Głosów | Głosów |
| Kandydat | Kandydat       | Komitet wyborczy                                | Liczba | %      | +/–    |
| --- | -------------- | ----------------------------------------------- | ------ | ------ | ------ |
| | Konrad Fijołek | KWW Konrada Fijołka „Rozwój Rzeszowa 2.0”       | 45 059 | 56,51  | –      |
| | Ewa Leniart    | KWW Ewy Leniart Wspólny Dom Rzeszów             | 18 831 | 23,62  | –      |
| | Marcin Warchoł | KW Marcin Warchoł Tadeusz Ferenc – Dla Rzeszowa | 8 546  | 10,72  | –      |
| | Grzegorz Braun | KWW Grzegorz Braun – Konfederacja               | 7 296  | 9,15   | –      |
| Frekwencja: 54,03% Liczba głosów ważnych: 79 732 (99,56%) Źródło: Protokół wyników głosowania i wyników wyborów Prezydenta Miasta Rzeszowa |                |                                                 |        |        |        |

Liczba osób, którym wydano karty wyborcze wyniosła 80 104, a liczba kart ważnych 80 079. Liczba głosów oddanych ważnie wyniosła 79 732. Frekwencja wyborcza wyniosła 54,03%.